# ويليام إيتون (أحيائي فيزيائي)
ويليام إيتون (بالإنجليزية: William A. Eaton) هو فيزيائي أمريكي، ولد في 4 يونيو 1938 في بنسيلفانيا في الولايات المتحدة.

## وصلات خارجية
- الموقع الرسمي